# Interkulturelle Kompetenz
Interkulturelle Kompetenz ist die Fähigkeit, mit Individuen und Gruppen anderer Kulturen erfolgreich und angemessen zu interagieren, im engeren Sinne die Fähigkeit zum beidseitig zufriedenstellenden Umgang mit Menschen unterschiedlicher kultureller Orientierung.
Diese Fähigkeit kann schon in jungen Jahren vorhanden sein oder im Rahmen der Enkulturation (direkte und indirekte Erziehung) auch entwickelt und gefördert werden. Dieser Prozess wird als interkulturelles Lernen bezeichnet. Eine Basis für erfolgreiche interkulturelle Kommunikation ist emotionale Kompetenz und interkulturelle Sensibilität.
Interkulturell kompetent ist eine Person, die bei der Zusammenarbeit mit Menschen aus ihr fremden Kulturen deren spezifische Konzepte der Wahrnehmung, des Denkens, Fühlens und Handelns erfasst und begreift und mit eigenem Verhalten darauf reagiert. Frühere Erfahrungen werden so weit wie möglich frei von Vorurteilen miteinbezogen und erweitert, während gleichzeitig eine Haltung der Offenheit und des Lernens während des interkulturellen Kontakts notwendig ist.
Interkulturelle Kompetenzen werden nicht essentialistisch in Bezug auf feststehende Kulturen definiert, sondern beziehen sich gerade auf kulturelle Differenzen, die in unterschiedlicher Weise in jeder Gruppe von Menschen vorkommen.

## Hintergrund
Jeder Mensch hat seine eigene Geschichte, sein eigenes Leben in verschiedenen Lebenswelten, und daher auch – in größerem oder kleinerem Maße – seine eigene Kultur (einschließlich geographischer, ethnischer, moralischer, ethischer, religiöser, politischer, historischer) resp. kultureller Zugehörigkeit oder der kulturellen Identität.
Im zwischenmenschlichen Umgang betrifft dies einerseits Unterschiede zwischen (klassischen) Kulturen, Regionen, Kontinenten oder Ländern, aber ebenso zwischen Unternehmen oder ihren jeweiligen Abteilungen, zwischen sozialen oder biologischen Geschlechtern, zwischen Minderheitsgruppen (inkl. Subkulturen), zwischen unterschiedlichen Klassen oder Schichten, oder unter Mitgliedern derselben Familie, sofern hier verschiedene kulturelle Werte gelten.
Diese kulturbedingten und kulturbezogenen Unterschiede sind nicht nur in der Interaktion relevant, sondern auch in der Entwicklung der eigenen Kompetenz. Eine allgemeine Definition interkultureller Kompetenz ist in Bezug auf konkrete Anwendungssituationen wenig aussagefähig. Bereichs- oder berufsspezifische Definitionen sind z. B. für die Entwicklung interkultureller Kompetenz in Schulen besser in der Lage, die konkreten Anforderungen an bestimmte Gruppen (z. B. Lehrer) zu spezifizieren.

## Gesetzliche Definitionen
Das Land Berlin hat mit dem Partizipations- und Integrationsgesetz vom 15. Dezember 2010 eine gesetzliche Definition der interkulturellen Kompetenz getroffen, die auf die Bezeichnung von Kulturen als „fremd“ oder „anders“ verzichtet. Paragraph 4, Absatz 3 des Gesetzes legt fest: „Interkulturelle Kompetenz ist eine auf Kenntnissen über kulturell geprägte Regeln, Normen, Wertehaltungen und Symbole beruhende Form der fachlichen und sozialen Kompetenz. Der Erwerb von und die Weiterbildung in interkultureller Kompetenz sind für alle Beschäftigten durch Fortbildungsangebote und Qualifizierungsmaßnahmen sicherzustellen. Die interkulturelle Kompetenz soll bei der Beurteilung der Eignung, Befähigung und fachlichen Leistung im Rahmen von Einstellungen und Aufstiegen der Beschäftigten im öffentlichen Dienst grundsätzlich berücksichtigt werden.“
In Nordrhein-Westfalen wird die interkulturelle Kompetenz in Paragraf 4 des „Gesetzes zur Förderung der gesellschaftlichen Teilhabe und Integration in Nordrhein-Westfalen“ vom 24. Februar 2012 wie folgt definiert:
"Interkulturelle Kompetenz im Sinne dieses Gesetzes umfasst
1. die Fähigkeit, insbesondere in beruflichen Situationen mit Menschen mit und ohne Migrationshintergrund erfolgreich und zur gegenseitigen Zufriedenheit agieren zu können,
2. die Fähigkeit bei Vorhaben, Maßnahmen, Programmen etc. die verschiedenen Auswirkungen auf Menschen mit und ohne Migrationshintergrund beurteilen und entsprechend handeln zu können sowie
3. die Fähigkeit, die durch Diskriminierung und Ausgrenzung entstehenden integrationshemmenden Auswirkungen zu erkennen und zu überwinden."

## Voraussetzungen
Als Grundvoraussetzungen interkultureller Kompetenz gelten Feinfühligkeit und Selbstvertrauen, das Verständnis anderer Verhaltensweisen und Denkmuster und ebenso die Fähigkeit, den eigenen Standpunkt transparent zu vermitteln, verstanden und respektiert zu werden, Flexibilität zu zeigen, wo es möglich ist, sowie klar oder deutlich zu sein, wo es notwendig ist.
Es handelt sich also um eine situativ angepasste Ausgewogenheit zwischen:
1. Kenntnissen und Erfahrungen betreffend anderer Kulturen, Personen, Nationen, Verhaltensweisen etc.
2. Neugierde, Offenheit und Interesse, sich auf andere Kulturen, Personen und Nationen einzulassen
3. Einfühlungsvermögen (Empathie), die Fähigkeit, sich ins Gegenüber hineinzuversetzen, und das Erkennen und richtige Deuten der Gefühle und Bedürfnisse anderer
4. Selbstsicherheit, Selbstbewusstsein, Kenntnis der eigenen Stärken, Schwächen und Bedürfnisse, emotionale Stabilität und
5. kritischer Umgang mit und Reflexion von eigenen Vorurteilen / Stereotypen gegenüber anderen Kulturen, Personen, Nationen, Verhaltensweisen etc.

## Modelle Interkultureller Kompetenz
Es existieren unterschiedliche Modelle, mit deren Hilfe interkulturelle Kompetenz beschrieben und erfasst werden kann. Diese sind vor allem Listenmodelle, Strukturmodelle, Prozessmodelle und Phasenmodelle.

### Listenmodelle
Diese Art von Modellen listet üblicherweise unhierarchisch alle Kompetenzen auf, die im Rahmen interkultureller Kompetenz relevant sind. Hierzu gehören Empathie, Ambiguitätstoleranz, Offenheit, polyzentrische Denkweise, Toleranz, Rollendistanz, Flexibilität, Metakommunikationsfähigkeit und viele mehr.

### Strukturmodelle
Die meisten Strukturmodelle gliedern interkulturelle Kompetenz in drei Teilbereiche. Diese werden häufig unterschiedlich benannt, es läuft jedoch zumeist auf die drei Bereiche der affektiven, der kognitiven und der behavioralen (bzw. konative) Kompetenzen hinaus. Die affektive Dimension beschreibt die Kompetenz, die vor allem das Fühlen und die Emotionalität betrifft (z. B. Toleranz, Neugier). Die kognitive Dimension beschreibt Wissen und bewusstseinsfähige Kompetenz (z. B. Kulturkenntnis, Kenntnis der eigenen Kultur). Die konative Dimension beschreibt handlungsbezogene Kompetenz (z. B. Flexibilität, Kommunikationsfähigkeit).

### Prozessmodelle
Bei Prozessmodellen werden „Interdependenzverhältnisse zwischen kognitiven, affektiven und konativen Kompetenzen“ fokussiert. Prozessmodelle verstehen interkulturelle Kompetenz als „erfolgreiches ganzheitliches Zusammenspiel von individuellem, sozialem, fachlichem und strategischem Handeln in interkulturellen Kontexten.“ Diese interkulturellen Situationen sind nur bedingt vorhersehbar und selten eindeutig, wobei interkulturelle Kompetenz angesichts dieser Unsicherheit eine zielführende Handlung ermöglicht. Interkulturelle Kompetenz ist damit auch nicht ausschließlich im Bereich der Soft Skills zu verorten, sondern berücksichtigt methodische und fachliche Teilkompetenzen, die in interkulturellen Handlungskontexten angewendet werden.

### Phasenmodelle
Phasenmodelle (auch Stufenmodelle) beschreiben interkulturelle Kompetenz und ihren Erwerb als einen Entwicklungsprozess, der individuell und situativ angepasst wird. Nach Bennett steigert sich die interkulturelle Kompetenz mit der Zeit und mit Erfahrungszuwachs. Bei der Entwicklung interkultureller Kompetenz werden sechs Stufen durchlaufen: Denial (Verleugnung), Defense (Abwehr), Minimization (Verkleinerung, Bagatellisierung), Acceptance (Annahme), Adaptation (Anpassung) und Integration (Eingliederung).

## Kulturspezifische vs. kulturübergreifende Kompetenz
In den interkulturellen Studien wird diskutiert, ob interkulturelle Kompetenz kulturspezifisch (also länderbezogen) oder kulturübergreifend (also allgemeingültig) ist. Ersteres würde den Begriff interkulturelle Kompetenz obsolet machen und beispielsweise zu einer spezifischen USA-Kompetenz oder Schweiz-Kompetenz führen. Diesem Ansatz zufolge werden vor allem die oben genannten kognitiven Kompetenzen (also das Wissen über eine Kultur) fokussiert und auf das Verhalten angepasst. Angesichts dessen, dass sich Personen mit erfolgreichen interkulturellen Erfahrungen auch in neuen interkulturellen Kontexten schneller anpassen können, gilt der kulturspezifische Ansatz alleine jedoch als „wenig hilfreich“. Ein Verständnis von interkultureller Kompetenz als universelle kulturübergreifende Kompetenz fokussiert hingegen die Fähigkeit, auch in unvorhersehbaren oder unplausiblen Situationen reflexive Haltungen einnehmen, flexibel agieren und angemessene Umgangsformen finden zu können.

## Kulturunterschiede
Es gibt unterschiedliche Ansätze und Vorgehensweisen, Kultur(en) zu erfassen und so Unterschiede und Gemeinsamkeiten herauszuarbeiten. Konsequenterweise bietet sich für solche Ansätze und Modelle der Terminus Kulturerfassungsansatz an. In erster Linie ist es hierbei wichtig zwischen etischen und emischen Ansätzen zu unterscheiden.

### Etische Ansätze
Etische Ansätze (wie z. B. die Kulturdimensionen nach Geert Hofstede) versuchen allgemeine, d. h. universelle Kriterien zu identifizieren, die es in jeder Kultur gibt, und diese dann miteinander in Beziehung zu setzen. Der Vorteil dieser Vorgehensweise liegt in der resultierenden Vergleichbarkeit von an sich unterschiedlichen Kulturen. Ein Nachteil bzw. der Preis für die Vergleichbarkeit liegt in der – notwendigen – Verallgemeinerung bzw. „Überstülpung“ von Indikatoren auf Kulturen, ohne dass diese dort eine besondere Rolle spielen.

### Emische Ansätze
Emische Ansätze (wie z. B. die kulturellen Orientierungen von Karl-Heinz Flechsig) hingegen versuchen, Kulturen aus sich heraus zu beschreiben und zu verstehen. Da jede „Kultur“ ein hochkomplexes und einzigartiges System darstellt, bedarf es auch einer einzigartigen Beschreibung dergleichen und somit der Verwendung von Indikatoren, die es i. d. R. in anderen Kulturen nicht gibt (so gibt es bspw. in der englischen Sprache kein Synonym für Gemütlichkeit). Der Vorteil dieser Ansätze besteht darin, Kulturen exakter und angemessener beschreiben und Termini verwenden zu können, die die tatsächlichen Gegebenheiten angemessen beschreiben. Der Nachteil besteht darin, dass eine Vergleichbarkeit aufgrund der unterschiedlich verwendeten Begriffe kaum bzw. nicht herzustellen ist. Wollte man z. B. messen, wie hoch das Bedürfnis nach Gemütlichkeit in mehreren Kulturen ist, hätte man die Schwierigkeit zu bestimmen, ob es dieses Konzept in anderen Kulturen überhaupt gibt und, wenn ja, ob es tatsächlich eins zu eins vergleichbar ist.

### Analyse kultureller Unterschiedlichkeit
In der Analyse kultureller Merkmale kann zwischen verschiedenen Aspekten unterschieden werden. Nach dem Ansatz der Kulturdimensionen von Geert Hofstede (siehe Hauptartikel: Interkulturelle Zusammenarbeit) sind dies 6 unterschiedliche Dimensionen:
- Individualismus (individuelle Anreize; Rücksichtnahme vor allem auf sich selbst und die nächsten Angehörigen) und Kollektivismus (Gruppenanreize; Identifikation als Teil einer Gruppe)
- Femininität (Konfliktlösung durch Gleichheitsprinzip, Orientierung zu Gesamtheitlichkeit und Lebensqualität) und Maskulinität (Konfliktlösung durch fairen Kampf, Wettbewerbsorientierung)
- Unsicherheitsvermeidung (Bedürfnis nach oder Widerstand gegen Formalismus; Ablehnung / Akzeptanz von Ungewissheit bzw. von Flexibilität)
- Machtdistanz (tatsächlicher oder empfundener Unterschied zwischen hierarchischen Stufen und Akzeptanz darüber, dass es diese hierarchischen Stufen gibt)
- Langzeit- und Kurzzeitorientierung (Langzeitorientierung: u. a. Planung, Wertschätzung von Bildung als Erfolgskonzept; Kurzzeitorientierung u. a. Bewahrung von Traditionen, Skeptizismus gegenüber Veränderung).
- Restraint (Beherrschung; Soziale Normen) und Indulgence (Hingabe; Genuss; wenige soziale Normen) - Siehe hier auch Michael Minkovs Konzept „Freizügigkeit gegenüber Restriktion“

Nach Michael Minkov:
- Exklusionismus gegenüber Universalismus (ethnozentrisch/ausschließend gegenüber universal/tolerant)
- Monumentalismus gegenüber Flexibilität und Bescheidenheit/Ergebenheit (wird Standfestigkeit/Unveränderbarkeit belohnt oder Mitläufertum/Opportunismus)
- Freizügigkeit gegenüber Restriktion. Diese Kategorie stellt Gesellschaften mit freierer Gratifikation von Trieben welchen mit stärkerer Selbstbeschränkung gegenüber. Extreme sind West-Afrika gegenüber Ost-Europa und Süd-Asien.

Nach Edward T. Hall:
- monochrone (zeitfixiert, „eins nach dem andern“) und polychrone (vieles gleichzeitig) Aspekte
- High-Context-Communication (mit vielen Andeutung und Anspielungen) vs. Low-Context-Communication (direkt)
- Strukturmerkmale (z. B. Wertorientierung, Zeit- und Raumerleben, selektive Wahrnehmung, nonverbale Kommunikation und Verhaltensmuster)

### Kritik an der Kulturdimensions- und Kulturstandardtheorie
Seit den 1990er Jahren wird der Ansatz, Kulturen als homogene Nationalkulturen zu unterscheiden, zunehmend kritisiert. Insbesondere ist die Vorstellung, dass Menschen durch ihre Kultur gesteuert werden und sich standardmäßig Angehörigen derselben Kultur ähneln und von Angehörigen anderer Kulturen unterscheiden nicht haltbar. Zudem werden Kulturstandards als eine nicht objektive, sondern ethnozentrische Betrachtung von Kultur abgelehnt. Stattdessen werden Ansätze verfolgt, nach dynamische, plurale, kulturelle Mischformen (Hybridität, Multikollektivität) und Gegenseitigkeitsbeziehungen (u. a. Fuzzy Cultures) statt uniformistischer, essentialistischer Kulturmodelle untersucht werden.

## Beispiele kultureller Unterschiede

### Beispiele für Kulturdimensionen (nach Geert Hofstede)
(es werden die drei Länder mit den jeweils höchsten bzw. niedrigsten Werten gelistet)
- Länder mit einem hohen Wert für Individualismus sind die USA, Großbritannien und Australien; Länder mit einem hohen Wert für Kollektivismus sind Guatemala, Ecuador und Panama.
- Länder mit einem hohen Wert für Femininität sind Schweden, Lettland und Norwegen; Länder mit einem hohen Wert für Maskulinität sind Slowakei, Japan, Ungarn.
- Länder mit einem hohen Wert für Unsicherheitsvermeidung sind Griechenland, Portugal und Guatemala; Länder mit einem niedrigen Wert für Unsicherheitsvermeidung sind Singapur, Jamaika und Dänemark.
- Länder mit einem hohen Wert für Machtdistanz sind Slowakei, Malaysia und Guatemala; Länder mit einem niedrigen Wert für Machtdistanz sind Österreich, Israel und Dänemark.
- Länder mit einem hohen Wert für Langzeitorientierung sind Japan, Taiwan und Südkorea; Länder mit einem niedrigen Wert für Langzeitorientierung sind Puerto Rico, Ghana und Ägypten.
- Länder mit einem hohen Wert für Restraint sind Pakistan, Ägypten und Lettland; Länder mit einem hohen Wert für Indulgence sind Venezuela, Mexiko und Puerto Rico.

### Beispiele für Kulturdimensionen (nach Edward Hall)
- Low-Context-Communication: Deutschland; High-Context-Communication: China[27]

### Beispiele für Kulturstandards (nach Alexander Thomas)
„Kulturstandards sind nach Thomas alle Arten des Wahrnehmens, Denkens, Wertens und Handelns, die von der Mehrzahl der Mitglieder einer bestimmten Kultur für sich persönlich und andere als normal, selbstverständlich, typisch und verbindlich angesehen werden. Eigenes und fremdes Verhalten wird auf der Grundlage dieser Kulturstandards beurteilt.“
- In Deutschland wird expliziter und direkter kommuniziert als in vielen anderen Ländern.
- In Tschechien findet im Unterschied zu Deutschland keine so deutliche Trennung zwischen verschiedenen privaten und beruflichen Lebenswelten statt.
- In China spielt Zeitplanung eine weniger wichtige Rolle als in Deutschland.
- In den USA ist der Wunsch nach starken Autoritäten weniger stark ausgeprägt als in Deutschland.
- In Frankreich ist der Grad der Selbstbestimmung und Verantwortlichkeit von Mitarbeitern weniger stark ausgeprägt als in Deutschland.[29]

## Ethnische „Kulturverträglichkeit“

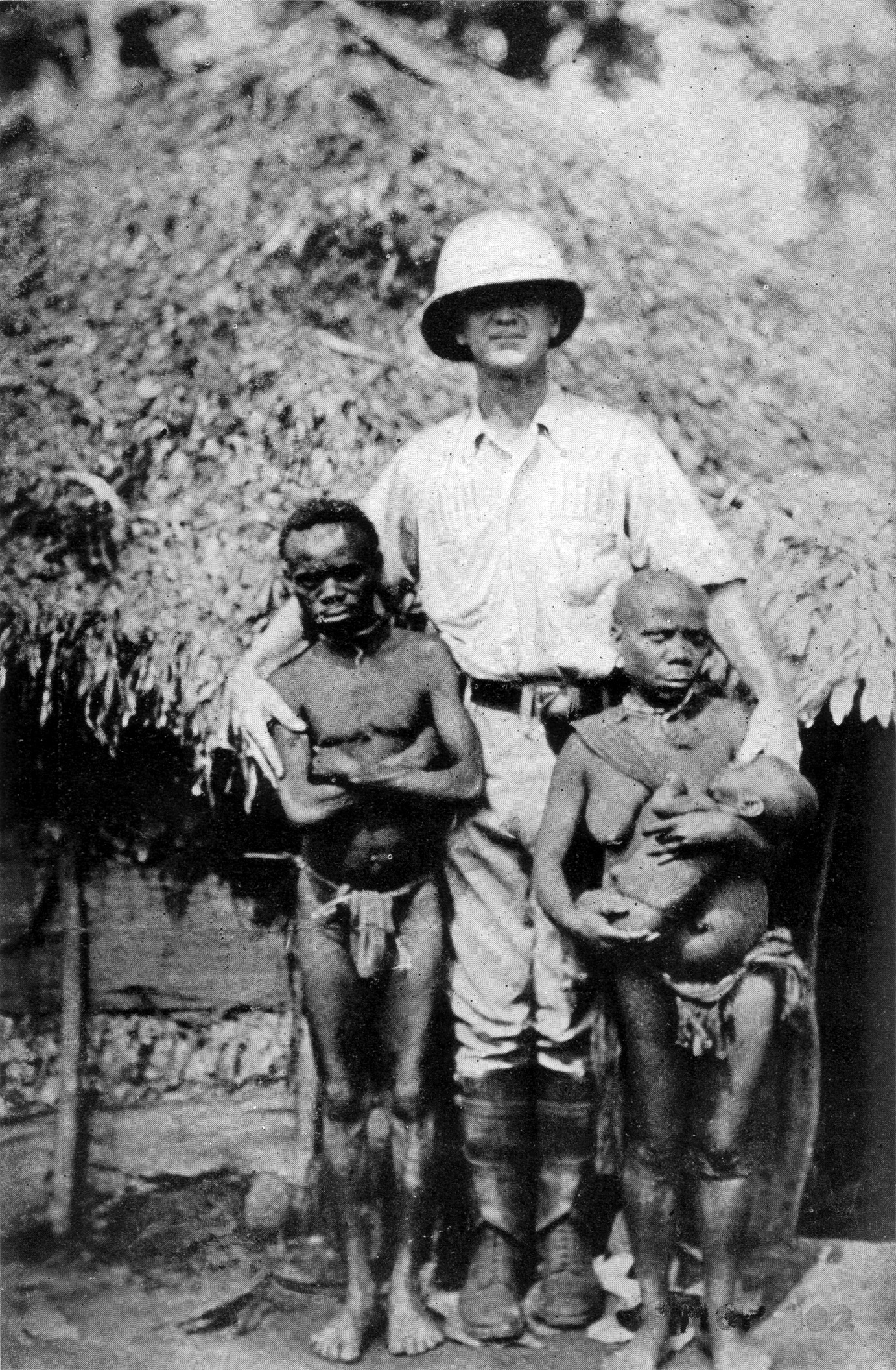
Zwei Pygmäen und ein Europäer

Unter dem Schlagwort „Kulturverträglichkeit“ (nicht zu verwechseln mit der Kulturverträglichkeitsprüfung in der EU, die sich vor allem auf „Kunst und Kultur“ bezieht) wird von einigen Ethnologen im Rahmen der UNESCO-Konvention zum Schutz der kulturellen Vielfalt ein kompetenter und respektvoller Umgang mit Angehörigen traditionell lebender Kulturen gefordert. Dies betrifft Tourismus, Journalismus, ethnologische Feldarbeit, Gesundheitswesen, Entwicklungspolitik oder andere interkulturelle Bereiche, bei denen Kontakte zu solchen Gemeinschaften bestehen. Die Forderung beruht auf der Annahme, dass die moderne westliche Kultur auf viele andere Kulturen dominant wirken kann. Scheinbar harmlose Verhaltensweisen können demnach bereits zu einem kaum noch korrigierbaren Kulturwandel mit negativen Folgen für die Betroffenen führen.

### Beispiele für negativ initiierten Kulturwandel

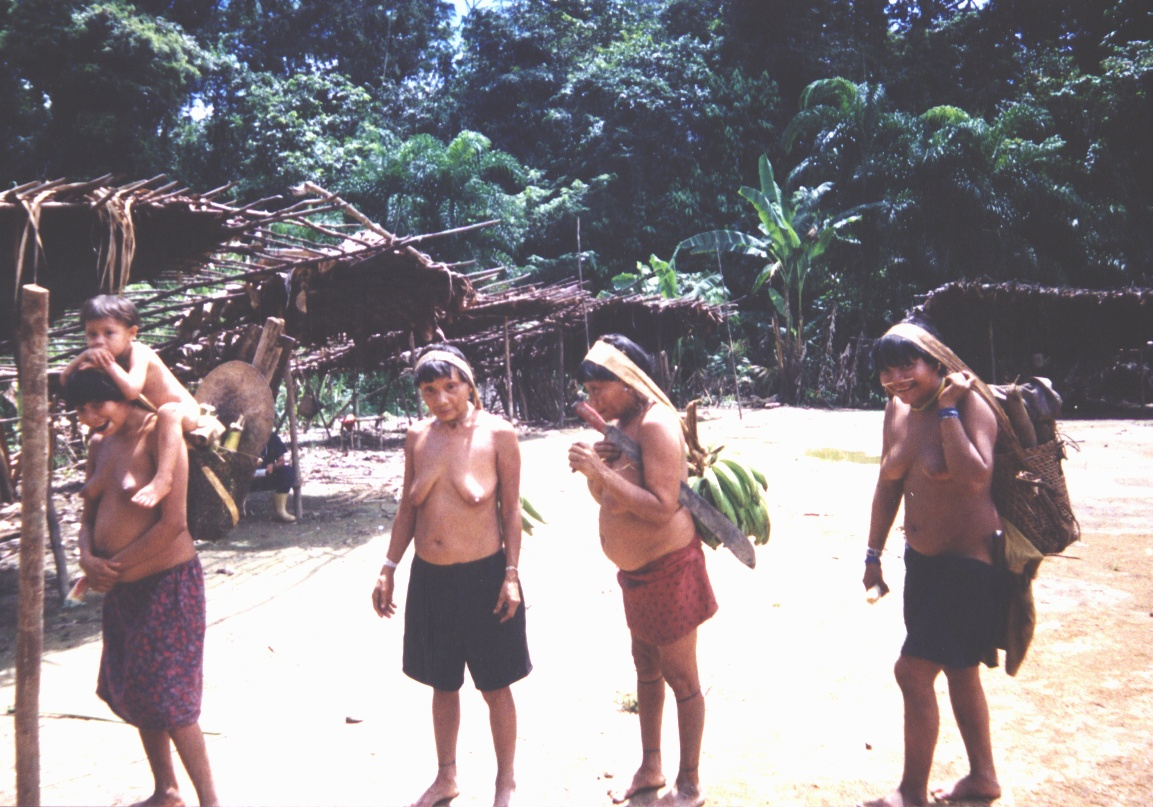
Foto-Safari auf Yanomami-Frauen

Westliche Kleidung und aufdringliches Fotografieren von barbusigen Mädchen durch Touristen oder die Verbreitung christlicher „Anstandsnormen“ durch Missionare kann eine Scham erzeugen, die vorher nicht vorhanden war. Dies fördert den Wunsch nach westlicher Kleidung. Dafür wird Geld benötigt. Geld verdienen erfordert ggf. eine Abkehr von der traditionellen Subsistenzwirtschaft und demnach eine verstärkte Nutzung der Natur. Die gleichen Konsequenzen hat die direkte Einführung von Geld durch Besucher, die ahnungslos Almosen verteilen.
Touristen dringen mit Geländebussen in immer abgelegenere Gebiete vor, ohne Rücksicht auf das Jagdwild oder die Privatsphäre der Einheimischen. Der Wunsch nach exotischen Behausungen ist groß, innen sollen sie jedoch gewohnten westlichen Komfort bieten. Viele Touristen haben eine romantisch verklärte Vorstellung vom Leben der „Wilden“, die bestimmten Ritualen und Gegenständen den Vorzug geben, während andere geächtet oder verurteilt werden. Dies alles führt schnell zu veränderten Gewohnheiten, Bedürfnissen und Wertvorstellungen der Indigenen, die jedoch sehr häufig zu einer kulturellen Entwurzelung mit etlichen negativen Folgen führen.

### Umsetzung und Kritik
Derzeit ist Kulturverträglichkeit mangels konkreter Konzepte der praktischen Umsetzung allerdings kaum mehr als eine Vokabel. Ein Beispiel, das die Problematik verdeutlicht: Während es in manchen Ländern üblich ist, „Eingeborene“ festzunehmen, die in traditioneller Aufmachung in die Städte kommen, ist es kaum vorstellbar, den Touristen vorzuschreiben, sich an die Kleidungsgewohnheiten der Indigenen anzupassen. Manche Wissenschaftler stehen den Bestrebungen zu kulturverträglichem Handeln skeptisch gegenüber. Sie befürchten eine eurozentrisch motivierte Bevormundung und künstlich herbeigeführte Lenkung oder Behinderung der Dynamik des „natürlichen“ Kulturwandels, dem jede Kultur ohnehin unterliegt. Es handelt sich bei der Thematik um ein klassisches Dilemma: Entweder überlässt man den Betroffenen das Reagieren auf westliche Kontakte – auf die Gefahr hin, dass die fremde Kultur der globalen Kultur immer ähnlicher wird und somit Vielfalt verloren geht. Oder man lenkt die Kontakte im Sinne der UNESCO-Konvention – beeinträchtigt dabei jedoch unter Umständen das Selbstbestimmungsrecht, das jede Ethnie hat oder haben sollte.

## Messung und Beurteilung Interkultureller Kompetenz
Bei der Messung bzw. Beurteilung der interkulturellen Kompetenz als vorhandener Fähigkeit und/oder des Potentials dazu (Entwicklungsfähigkeit sowie Voraussetzungen und Zeithorizont zur Weiterentwicklung) werden einzelne Kompetenzen (wie z. B. Ambiguitätstoleranz, Kontaktfreudigkeit, Verhaltensflexibilität, emotionale Stabilität, Leistungsmotivation, Einfühlungsvermögen, Polyzentrismus) oder die Kombination dieser beurteilt. Als Testverfahren werden vor allem Assessment-Center empfohlen, da so das Vorhandensein von interkultureller Kompetenz in möglichst realitätsnah simulierten Situationen beobachtet werden kann. Zum Beispiel wird ein typischer Arbeitstag simuliert. Das Verhalten der Probanden wird zumeist von mehreren Beobachtern notiert und anschließend bewertet. Ferner gibt es die Möglichkeit, interkulturelle Kompetenztests, zum Beispiel mit Hilfe von Kulturassimilatoren, oder eignungsdiagnostische Interviews durchzuführen. Die Wirksamkeit und Verlässlichkeit von diesen ist jedoch umstritten.